# Japans MotoGP 2005
Japans MotoGP 2005 kördes den 18 september på Twin Ring Motegi.

## MotoGP

### Slutresultat
| Plats | Förare            | Märke    | Grid | Kvaltid  |
| ----- | ----------------- | -------- | ---- | -------- |
| 1     | Loris Capirossi   | Ducati   | 1    | 1.46,363 |
| 2     | Max Biaggi        | Honda    | 5    | 1.47,089 |
| 3     | Makoto Tamada     | Honda    | 4    | 1.47,043 |
| 4     | Carlos Checa      | Ducati   | 9    | 1.47,323 |
| 5     | John Hopkins      | Suzuki   | 2    | 1.46,861 |
| 6     | Colin Edwards     | Yamaha   | 13   | 1.47,678 |
| 7     | Nicky Hayden      | Honda    | 6    | 1.47,166 |
| 8     | Kenny Roberts Jr. | Suzuki   | 8    | 1.47,257 |
| 9     | Toni Elías        | Yamaha   | 17   | 1.48,861 |
| 10    | Rubén Xaus        | Yamaha   | 19   | 1.49,969 |
| 11    | Franco Battaini   | Blata    | 20   | 1.51,902 |
| 12    | Marco Melandri    | Honda    | 3    | 1.46,867 |
| 13    | Valentino Rossi   | Yamaha   | 11   | 1.47,563 |
| 14    | Alex Barros       | Honda    | 10   | 1.47,562 |
| 15    | Sete Gibernau     | Honda    | 7    | 1.47,168 |
| 16    | Shinya Nakano     | Kawasaki | 14   | 1.47,787 |
| 17    | Tohru Ukawa       | Honda    | 15   | 1.48,194 |
| 18    | Roberto Rolfo     | Ducati   | 16   | 1.48,733 |
| 19    | Alex Hofmann      | Kawasaki | 12   | 1.47,594 |
| 20    | Naoki Matsudo     | Moriwaki | 18   | 1.49,734 |

Marco Melandri, Valentino Rossi, Alex Barros och Sete Gibernau nådde inte mål och fick därför inga poäng.